# Ezra Levin

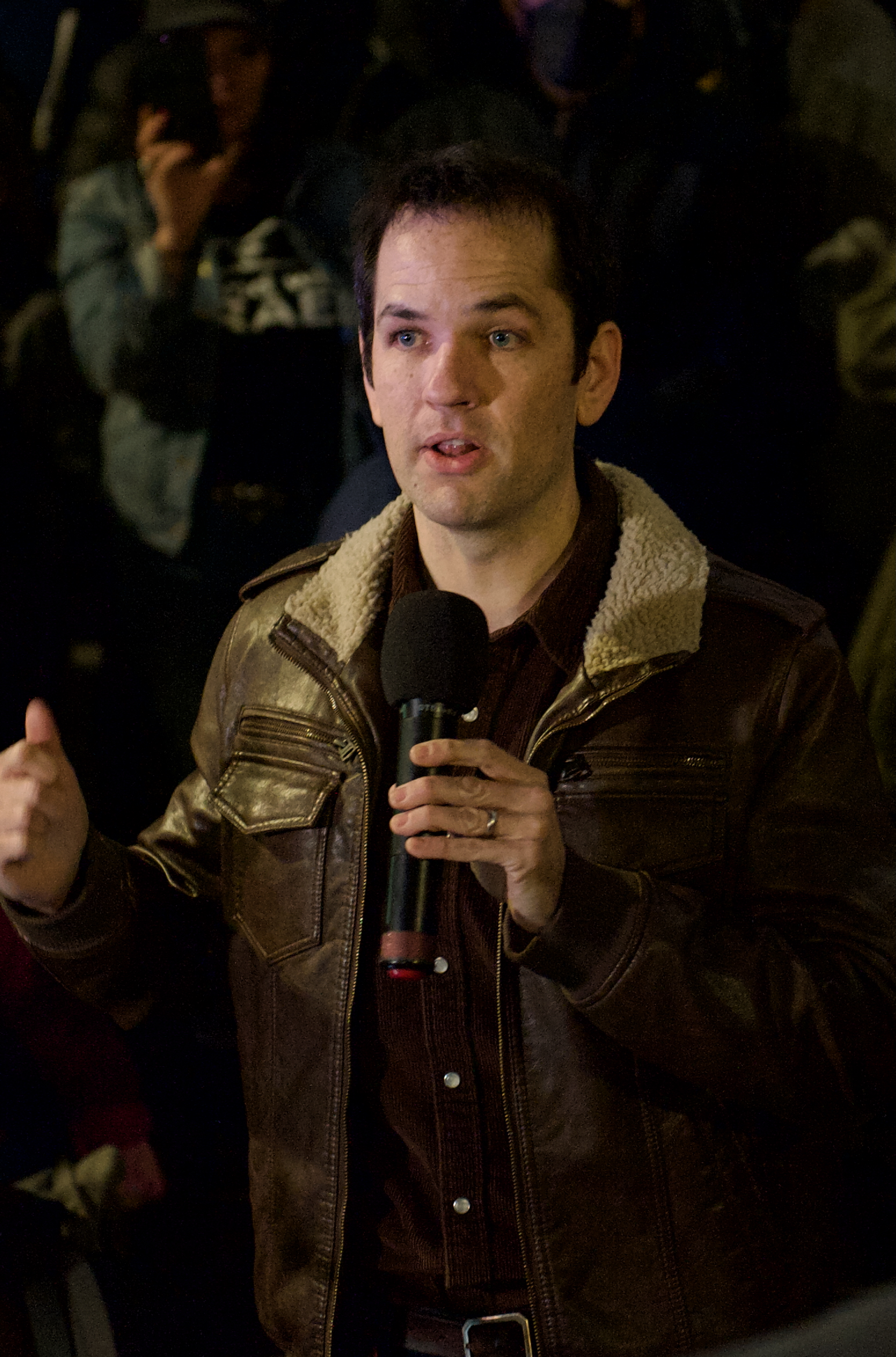
Ezra Levin, 2025

Ezra Levin (geboren 1986 in Buda, Texas) ist ein US-amerikanischer politischer Aktivist und Mitgründer der Non-Profit-Organisation Indivisible. Zusammen mit seiner Ehefrau Leah Greenberg wurde er für die Autorenschaft am Buch We Are Indivisible: A Blueprint for Democracy After Trump von der Zeitschrift Time zur Time 100 gezählt.

## Leben
Lewis wuchs in Buda, Texas auf. er studierte zunächst am Carleton College und machte seinen Master 2013 an der Woodrow Wilson School of Public and International Affairs der Princeton University.
Von 2007 bis 2008 arbeitete er für AmeriCorps VISTA in San Francisco, Kalifornien. Von 2008 bis 2011 war er Deputy Policy Director für den Kongressabgeordneten Lloyd Doggett. Es folgte eine Stelle als Associate Director of Federal Policy bei Prosperity Now von 2012 bis 2017. Seine Arbeitsschwerpunkte dort waren Obdachlosigkeit und Armut.
Zusammen mit seiner Ehefrau Leah Greenberg sowie Jeremy Haile und Angel Padilla, alle wie er ehemalige Mitarbeiter von Kongressabgeordneten, veröffentlichte er 2016 nach der Wahl Donald Trumps zum 45. Präsidenten der Vereinigten Staaten die Online-Publikation Indivisible: A Practical Guide for Resisting the Trump Agenda. Die Publikation ging viral und entwickelte sich zu einer progressiven Bewegung. Levin und Greenberg gründeten eine Website und ermutigten Unterstützer eigene Ortsgruppen zu gründen. 2017 wurde schließlich die Arbeit von Indivisible als 501(c) organization mit Levin als Präsident und Greenberg als Vizepräsident weitergeführt. 2019 veröffentlichten Greenberg und Levin das Buch We Are Indivisible: A Blueprint for Democracy after Trump. Im gleichen Jahr wurde er zusammen mit seiner Frau vom Time Magazine zu den einhundert einflussreichsten Persönlichkeiten des Jahres gewählt.

## Auszeichnungen
- 2017: #2 der 50 top thinkers and visionaries transforming American politics nach Politico[8]
- 2018: eine der 50 einflussreichsten Persönlichkeiten in Trumps Washington nach GQ[9]
- 2019: Time 100

## Werke
- We are Indivisible: A Blueprint for Democracy after Trump. Zusammen mit Ezra Levin. Atria/One Signal Publishers 2019. ISBN 978-1982129972.